# Michael Sandstød
Michael Sandstød (ur. 23 czerwca 1968 w Kopenhadze) – duński kolarz torowy i szosowy, brązowy medalista olimpijski oraz srebrny medalista torowych mistrzostw świata.

## Kariera
Największym sukcesem w karierze Michaela Sandstøda jest zdobycie srebrnego medalu w wyścigu punktowym podczas mistrzostw świata w Manchesterze w 1996 roku. W wyścigu tym uległ jedynie Hiszpanowi Joanowi Llanerasowi, a bezpośrednio wyprzedził Włocha Silvio Martinello. Cztery lata wcześniej, na igrzyskach olimpijskich w Barcelonie wspólnie z Kenem Frostem, Jimmim Madsenem, Janem Bo Petersenem i Klausem Kynde Nielsenem zdobył brązowy medal w drużynowym wyścigu na dochodzenie. Brał ponadto udział w igrzyskach olimpijskich w Sydney w 2000 roku, ale nie ukończył rywalizacji ani w szosowym wyścigu ze startu wspólnego ani w indywidualnej jeździe na czas. Wielokrotnie zdobywał medale mistrzostw kraju oraz stawał na podium zawodów Pucharu Świata w kolarstwie torowym.